# Орликовское сельское поселение
О́рликовское се́льское поселе́ние — муниципальное образование в Чернянском районе Белгородской области.
Административный центр — село Орлик.

## История
Орликовское сельское поселение образовано 20 декабря 2004 года в соответствии с Законом Белгородской области № 159.

## О поселении
В настоящее время Орликовское сельское поселение занимает территорию 10152 га. С севера граничит с Губкинским и Старооскольским районами, с востока – с администрацией Волоконовского сельского поселения, с запада – администрацией Огибнянского сельского поселения, с юга – с администрацией Ольшанского сельского поселения.
На территории поселения расположено 7 населенных пунктов из них пять сёл:  
- Орлик,
- Павловка,
- Воскресеновка,
- Комаревцево,
- Старохмелевое
- и два хутора:  Алпеевка и  Яблоново.

Административным центром поселения является село Орлик, которое находится в 28 километрах от районного центра п.Чернянка. Расстояние от центральной усадьбы с. Орлик до сел: Павловка – 3 км, Воскресеновка – 5 км,  Комаревцево- 4 км,  Старохмелевое- 3 км,  хутор Алпеевка – 3 км, хутор Яблоново – 12 км.
Всего с/х угодий - 7206 га
- Пашня – 5336 га
- Сенокосы, пастбища – 1870 га
- Леса и лесополосы – 527 га
- Реки, пруды – 21 га
- Количество подворий - 641

Население всего – 1443 чел.
- Трудоспособное население - 698 чел.
- Дошкольного возраста – 88 чел.
- Школьного возраста – 120 чел.
- Многодетные семьи – 18 семей
- Инвалиды и участники ВОВ – 4 чел.

На территории поселения  расположены:
- ОАО «Орлик»
- Орликовская средняя школа на 450 мест
- Детский сад на 140 мест
- Орликовская сельская врачебная амбулатория с дневным пребыванием /5 место- коек/
- Два ФАПа в с. Воскресеновка, с. Комаревцево
- Аптеки – 2
- Дом Милосердия
- Орликовский  ЦСДК на 302 посадочных места
- ДД с. Воскресеновка на 150 посадочных мест
- Клуб библиотека с. Комаревцево на 100 посадочных мест
- Орликовская  поселенческая библиотека
- Воскресеновская поселенческая библиотека
- Спортивные залы - 1
- Кабинет участкового инспектора - 1
- Кладбища –6
- Храм Казанской иконы Божьей матери с. Комаревцево
- Памятники  погибшим воинам в годы ВОВ с. Орлик  и с. Воскресеновка  - 3
- Курганный памятник скифских захоронений в х.Яблоново
- Родники – 3, в т.ч. благоустроенный -1
- Парк – 1
- Сквер «Юбилейный» -1
- Торговые точки - 7

В 2009 году отремонтирован Орликовский Дом Культуры. Памятники природы «10-й колодец» и родник возле села Старохмелевое – место проведения церковных служб и престольных праздников. 
26 мая 2009 года состоялось открытие Орликовской модельной библиотеки. В 2010 году В центре села заложен сквер «Юбилейный».
В 2014 году На улице Широкой посажена аллея «Новорожденных», в центре села возле школы заложен сквер.
В 2015 году В честь 70- летия Победы в Великой Отечественной войне заложена «Аллея Славы», высажены саженцы в память о погибших земляках.
- Телефонизация (охват населения) – 40 %
- Водоснабжение – 50%
- Газоснабжение – 99 %
- Электроснабжение – 100 %

Всего дорог: 25,8 км, в т.ч. с твердым покрытием – 16,9 км

## Население
| 2010  | 2011  | 2012  | 2013  | 2014  | 2015  | 2016  | 2017  | 2018  |
| ----- | ----- | ----- | ----- | ----- | ----- | ----- | ----- | ----- |
| 1314  | ↘1309 | ↘1264 | ↘1229 | ↘1213 | ↘1176 | ↘1140 | ↘1136 | ↘1130 |
| 2019  | 2020  | 2021  |       |       |       |       |       |       |
| ↘1111 | ↘1088 | ↗1090 |       |       |       |       |       |       |

## Состав сельского поселения
| № | Населённый пункт | Тип населённого пункта       | Население |
| - | ---------------- | ---------------------------- | --------- |
| 1 | Алпеевка         | хутор                        | ↘37       |
| 2 | Воскресеновка    | село                         | ↘129      |
| 3 | Комаревцево      | село                         | ↗144      |
| 4 | Орлик            | село, административный центр | ↗755      |
| 5 | Павловка         | село                         | ↘141      |
| 6 | Старохмелевое    | село                         | ↘71       |
| 7 | Яблоново         | хутор                        | ↘37       |